# Sint-Foillankerk (Luik)

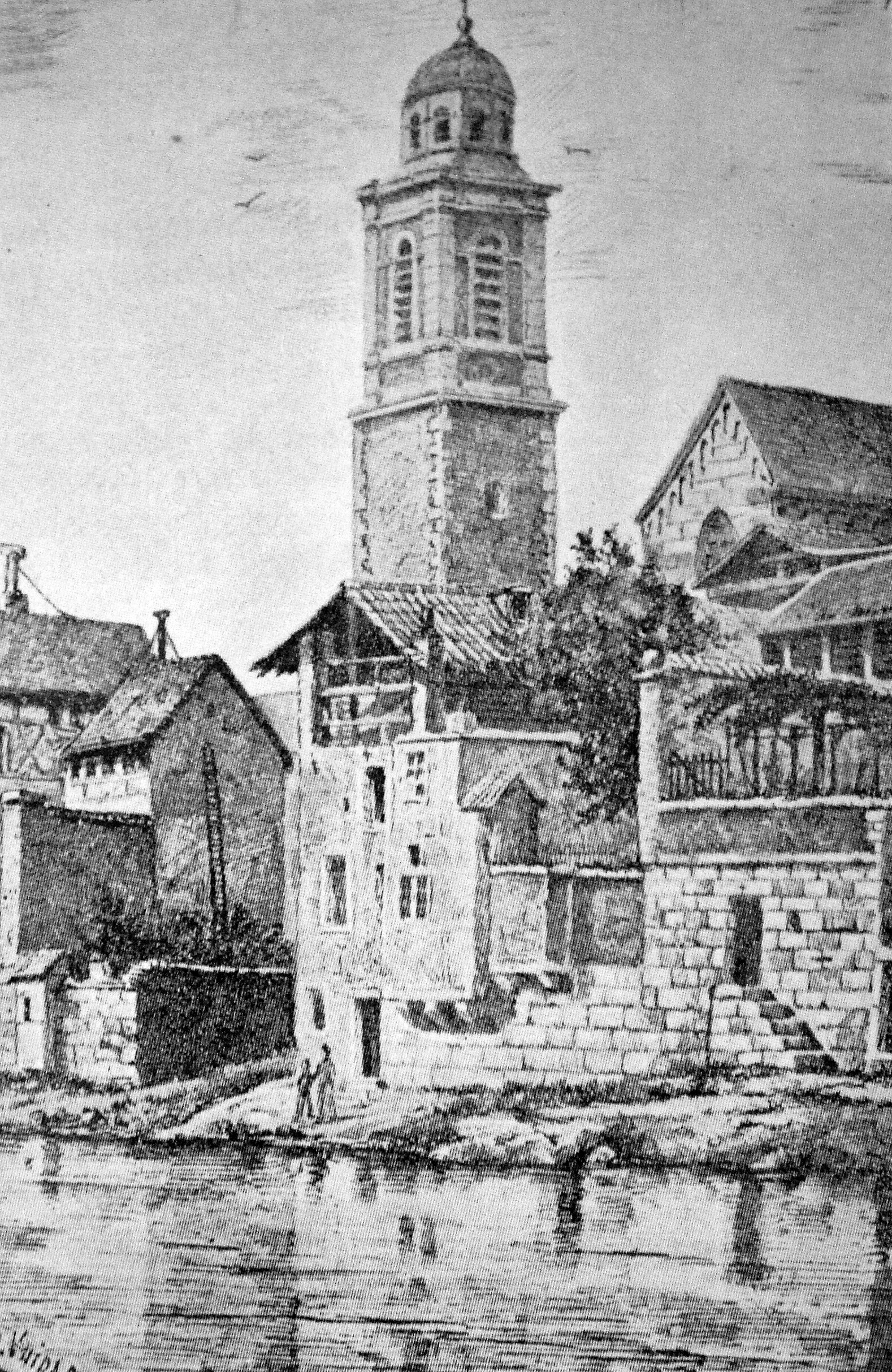
Sint-Foillankerk van 1842.

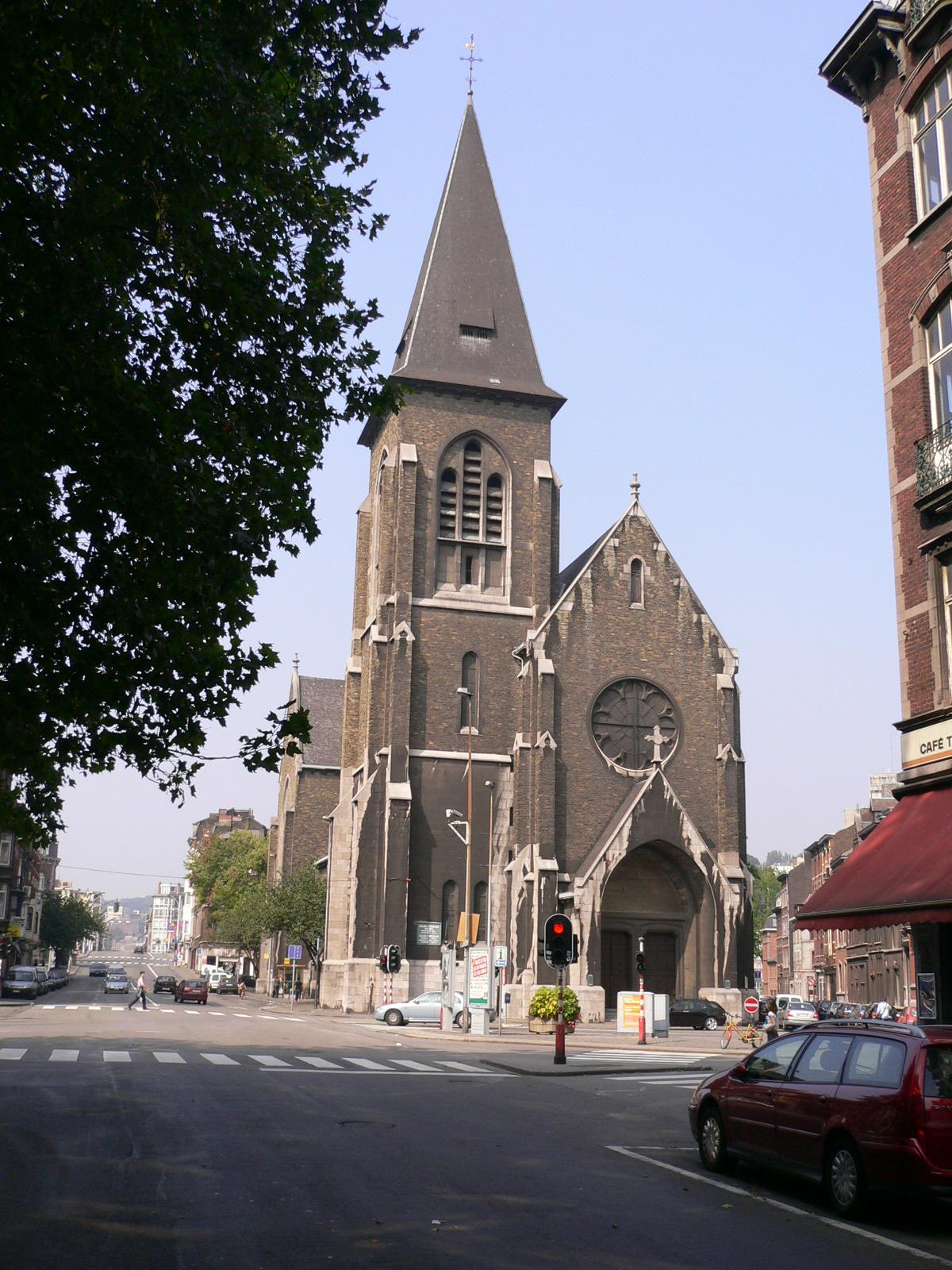
Huidige Sint-Foillankerk

De Sint-Foillankerk (Église Saint-Pholien) is een kerkgebouw in de Luikse wijk Outremeuse, gelegen aan de Boulevard de la Constitution 1.

## Geschiedenis
In 1189 werd de parochie gesticht en werd er een kerk op deze plaats gebouwd. Sindsdien stonden er drie opeenvolgende kerken. De laatste van deze kerken werd in 1910 gesloopt in het kader van een nieuw wegenplan. Een nieuwe kerk, in een van de voorgangers afwijkende oriëntatie, werd ontworpen door Edmond Jamar en werd gebouwd in 1914. Het is een bakstenen basilicale kruiskerk in neogotische stijl, met aangebouwde toren en driezijdig gesloten koor. De toren is bekroond door een vierzijdige spits.

## Interieur
De kerk wordt overwelfd door kruisgewelven. Pierre Brouwers bracht in 1937 de versieringen in de kerk aan. Het linker zijaltaar is gewijd aan de Vierge des Écoliers en heeft een 14e-eeuws Mariabeeld dat afkomstig is van de gesloopte kloosterkerk van de Luikse Abdij van Val des Écoliers. Ook is er een beeld van de Maagd der Leerlooiers (Vierge des Tanneurs), van 1687-1688.

## Trivia
De kerk is bekend bij de lezers van het werk van Georges Simenon, daar de kerk een belangrijke rol speelt in diens beroemde roman Le Pendu de Saint-Pholien. Simenon is getuige geweest van de sloop van de oude, en de bouw van de nieuwe kerk.